# William Henry (acteur)
Pour les articles homonymes, voir William Henry et Henry.
Pour le film Bill Henry, voir Les Caprices de la fortune.

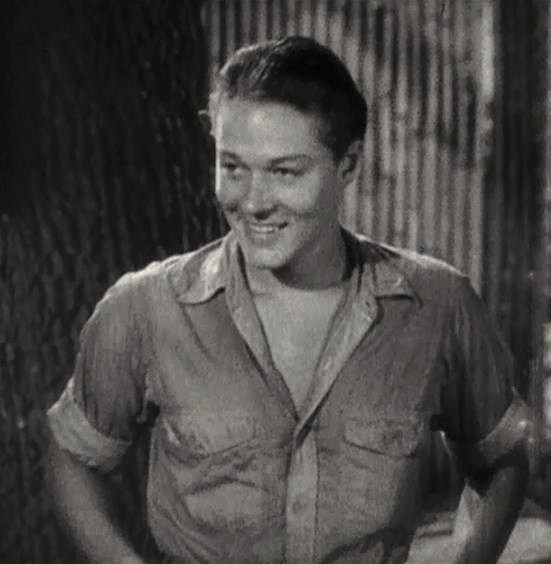
Dans Tarzan s'évade (1936)

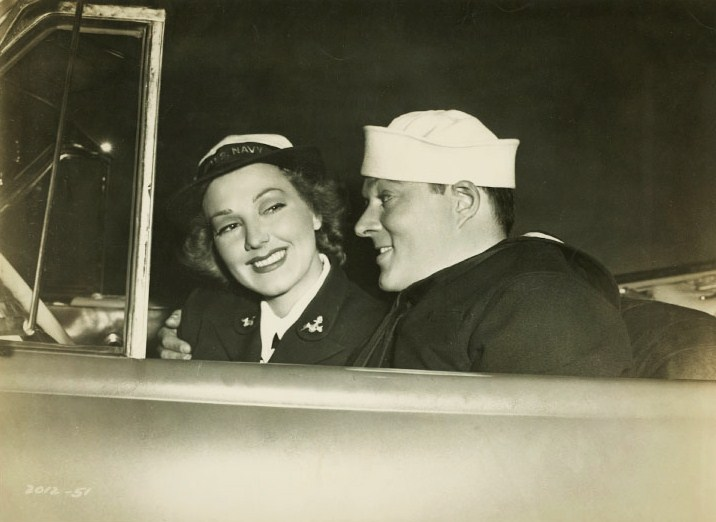
Avec Jean Parker, dans The Navy Way (1944)

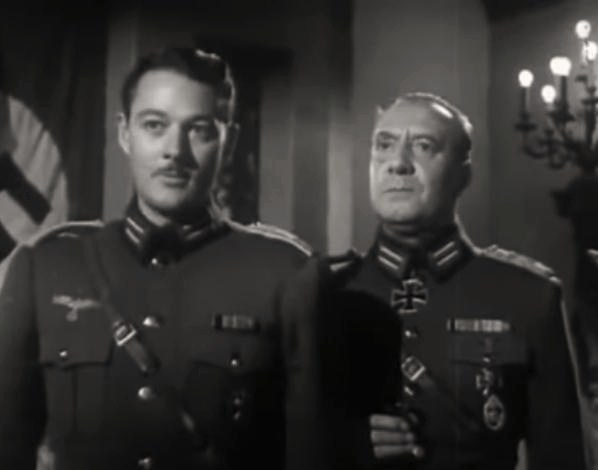
Avec Gordon Richards (à d.), dans Femmes dans la nuit (1948)

William (Albert) « Bill » Henry est un acteur américain, né le 10 novembre 1914 à Los Angeles (Californie), ville où il est mort le 10 août 1982.

## Biographie
William Henry apparaît pour la première fois enfant à l'écran, dans le film muet Lord Jim de Victor Fleming (1925), où il tient un petit rôle non-crédité de gavroche.
Il revient adulte au cinéma à partir de 1933, apparaissant dans cent-trente autres films américains, le dernier sorti en 1971. Mentionnons Tarzan s'évade de Richard Thorpe (1936, avec Johnny Weissmuller et Maureen O'Sullivan), Les Oubliés de Mervyn LeRoy (1941, avec Greer Garson et Walter Pidgeon), Les Aventures de Mark Twain d'Irving Rapper (1944, avec Fredric March et Alexis Smith), Le Secret des Incas de Jerry Hopper (1954, avec Charlton Heston et Robert Young), ainsi que les westerns — genre auquel il contribue souvent — Alamo de John Wayne (1960, avec le réalisateur et Richard Widmark) et El Dorado d'Howard Hawks (1966, avec John Wayne et Robert Mitchum).
Après Quatre Hommes et une prière (1938, avec Loretta Young et Richard Greene), premier film qu'il tourne sous la direction de John Ford, William Henry retrouve plusieurs fois ce réalisateur à partir des années 1950, notamment dans Permission jusqu'à l'aube coréalisé par Mervyn LeRoy (1955, avec Henry Fonda et James Cagney), Les Cavaliers (1959, avec John Wayne et William Holden) et Le Sergent noir (1960, avec Woody Strode et Jeffrey Hunter).
Pour la télévision, excepté un téléfilm diffusé en 1956, il collabore à quatre-vingt-seize séries américaines dès 1951, là encore souvent dans le domaine du western. Citons Rintintin (quatre épisodes, 1955-1959), Rawhide (cinq épisodes, 1959-1963) et Gunsmoke (sept épisodes, 1964-1968).
William Henry tient son dernier rôle au petit écran dans un épisode, diffusé en 1974, de L'Homme qui valait trois milliards.

## Filmographie partielle

### Cinéma
- 1925 : Lord Jim de Victor Fleming : un gavroche
- 1934 : L'Introuvable (The Thin Man) de W. S. Van Dyke : Gilbert Wynant
- 1934 : La Soirée de Miss Stanhope (Coming Out Party) de John G. Blystone : rôle non crédité
- 1934 : L'Agent no 13 (Operator 13) de Richard Boleslawski : le jeune lieutenant embrassant une blonde
- 1934 : Une méchante femme (A Wicked Woman) de Charles Brabin : Curtis
- 1935 : La Malle de Singapour (China Seas) de Tay Garnett : Rockwell
- 1936 : Tarzan s'évade (Tarzan Escapes) de Richard Thorpe : Eric Parker
- 1937 : Quitte ou double (en) (Double or Nothing) de Theodore Reed : Egbert Clark
- 1937 : Madame X (en) de Sam Wood : Hugh Fariman Jr.
- 1938 : Quatre Hommes et une prière (Four Men and a Prayer) de John Ford : Rodney Leigh
- 1938 : Campus Confessions de George Archainbaud
- 1939 : Le Parfum de la dame traquée (en) (Persons in Hiding) de Louis King : l'agent Dan Waldron
- 1939 : Le Gangster espion (Television Spy) d'Edward Dmytryk
- 1939 : Geronimo le peau-rouge (en) (Geronimo) de Paul Sloane : le lieutenant John Steele Jr.
- 1940 : Jennie (en) de David Burton : George Schermer
- 1940 : Les Bas-fonds de Chicago (Queen of the Mob) de James Patrick Hogan : Bert Webster
- 1940 : Police-secours (Emergency Squad) d'Edward Dmytryk
- 1941 : Les Oubliés (Blossoms in the Dust) de Mervyn LeRoy : Allan Keats
- 1942 : Klondike Fury de William K. Howard : Jim Armstrong
- 1942 : There's One Born Every Minute de Harold Young : Lester Cadwalader Jr.
- 1943 : Femmes enchaînées (en) (Women in Bondage) de Steve Sekely : Heinz Radtke
- 1943 : La Kermesse des gangsters (I Escaped from the Gestapo) d'Alexander Hall : Gordon, agent de la Gestapo (crédité Bill Henry)
- 1943 : False Faces de George Sherman
- 1944 : Les Aventures de Mark Twain (The Adventures of Mark Twain) d'Irving Rapper : Charles Langdon
- 1944 : The Navy Way (en) de William Berke : Malcolm Randall
- 1944 : La Route semée d'étoiles (Going My Way) de Leo McCarey : un médecin
- 1948 : Femmes dans la nuit (Women in the Night) de William Rowland : le major von Arnheim
- 1951 : La Charge sauvage (en) (Fury of the Congo) de William Berke : Ronald Cameron
- 1952 : Le Sillage de la mort (Torpedo Alley) de Lew Landers : l'instructeur
- 1954 : Le Secret des Incas (Secret of the Incas) de Jerry Hopper : Phillip Lang
- 1954 : La Terreur des sans-loi (en) (Masterson of Kansas) de William Castle : Charlie Fry
- 1955 : Permission jusqu'à l'aube (Mister Roberts) de John Ford et Mervyn LeRoy : le lieutenant Billings
- 1955 : Condamné au silence (The Court-Martial of Billy Mitchell) d'Otto Preminger : un officier
- 1955 : Sur les docks (New Orleans Uncensored) de William Castle : Joe Reilly
- 1956 : Je reviens de l'enfer (Toward the Unknown) de Mervyn LeRoy : un capitaine de la marine
- 1957 : L'aigle vole au soleil (The Wings of Eagles) de John Ford : une ordonnance navale
- 1958 : La Journée des violents (Day of the Badman) d'Harry Keller : David Kinds
- 1958 : Une femme marquée (Too Much, Too Soon) d'Art Napoleon : Henry Trent
- 1958 : Le Justicier masqué (The Lone Ranger and the City of Gold) de Lesley Selander : Travers
- 1958 : La Dernière Fanfare (The Last Hurrah) de John Ford : un préposé aux urnes
- 1958 : Le Shérif aux mains rouges (The Gunfight at Dodge City) de Joseph M. Newman : un adjoint de Regan
- 1958 : Fusillade à Tucson (en) (Gunsmoke in Tucson) de Thomas Carr : le shérif Blane
- 1959 : Les Cavaliers (The Horse Soldiers) de John Ford : un lieutenant confédéré
- 1960 : Alamo (The Alamo) de John Wayne : le docteur Sutherland
- 1960 : Le Sergent noir (Sergeant Rutledge) de John Ford : Capt. Dwyer
- 1961 : Les Deux Cavaliers (Two Rode Together) de John Ford : un joueur
- 1962 : L'Homme qui tua Liberty Valance (The Man Who Shot Liberty Valance) de John Ford : un joueur
- 1964 : Que le meilleur l'emporte (The Best Man) de Franklin J. Schaffner : un journaliste
- 1964 : Les Cheyennes (Cheyenne Autumn) de John Ford : un capitaine d'infanterie
- 1965 : Chère Brigitte (Dear Brigitte) d'Henry Koster : un caissier à l'hippodrome
- 1966 : El Dorado d'Howard Hawks : le shérif Dodd Draper
- 1966 : La parole est au colt (Gunpoint) d'Earl Bellamy : un membre du gang

### Séries télévisées
- 1952 : Les Aventuriers du Far West (Death Valley Days)
  - Saison 1, épisode 6 Self-Made Man de Stuart E. McGowan
- 1955 : Mon amie Flicka (My Friend Flicka)
  - Saison unique, épisode 5 Les Vétérans (Cavalry Horse) : le lieutenant Dixon
- 1956 : Les Aventures de Superman (Adventures of Superman)
  - Saison 4, épisode 13 The Jolly Roger de Philip Ford : le capitaine Mud
- 1956 : The Lone Ranger
  - Saison 5, épisode 8 Quick Sand (le shérif) d'Earl Bellamy, épisode 12 The Twisted Track (Wynn Harkey) d'Earl Bellamy et épisode 15 Christmas Story (Ben Talbot) d'Earl Bellamy
- 1957 : Badge 714 (Dragnet)
  - Saison 7, épisode 9 The Big Blank
- 1958 : La Flèche brisée (Broken Arrow)
  - Saison 2, épisode 36 Manhunt d'Albert S. Rogell : le lieutenant
- 1958 : La Grande Caravane (Wagon Train)
  - Saison 2, épisode 10 The Tent City Story : Joe Conway
- 1955-1959 : Rintintin (The Adventures of Rin Tin Tin)
  - Saison 2, épisode 8 The Iron Horse (1955) : le shérif
  - Saison 4, épisode 13 Boundary Busters (1957) : Bill Anderson
  - Saison 5, épisode 10 The Epidemic (1958 - Charlie) de William Beaudine et épisode 26 The Failure (1959)
- 1958-1960 : Bat Masterson
  - Saison 1, épisode 7 A Noose Fits Anybody (1958) : le shérif Griff Hanley
  - Saison 2, épisode 23 The Snare (1960) : le shérif Brady
- 1958-1965 : Lassie
  - Saison 5, épisode 14 The Black Woods (1958) de Franklin Adreon : le premier kidnappeur
  - Saison 7, épisode 10 Sea Serpent (1960) : Dave Tanner
  - Saison 9, épisode 4 Home Within a Home (1962) de William Beaudine : Wayne Harrison
  - Saison 11, épisode 29 Trouble Below Zero (1965) de William Beaudine : le captureur de chiens
- 1959 : Laramie
  - Saison 1, épisode 8 General Delivery : Lou Delkins
- 1959-1963 : Rawhide
  - Saison 2, épisode 2 Feux d'artifice (Incident of the Roman Candles, 1959) de Stuart Heisler : Sam Colby
  - Saison 5, épisode 12 Quivira (Incident at Quivira, 1962 - le caporal) de Christian Nyby et épisode 20 L'Arbre au pendu (Incident of the Gallows Tree, 1963 - Corey) de Christian Nyby
  - Saison 6, épisode 6 Le Col de Farragut (Incident at Farragut Pass, 1963 - le barman) de Thomas Carr et épisode 12 L'As du poker (Incident of the Wild Deuces, 1963 - un joueur de poker)
- 1962-1967 : Bonanza
  - Saison 4, épisode 11 Gallagher's Son (1962) de Christian Nyby : Lou
  - Saison 9, épisode 6 False Witness (1967) : Farrell
- 1965 : Les Mystères de l'Ouest (The Wild Wild West)
  - Saison 1, épisode 12 La Nuit du détonateur humain (The Night of the Human Trigger) de Jus Addiss : le shérif
- 1964-1968 : Gunsmoke ou Police des plaines (Gunsmoke ou Marshal Dillon)
  - Saison 9, épisode 15 Dry Well (1964) : Dave
  - Saison 10, épisode 14 Hammerhead (1964 - Jack Feeney) de Christian Nyby et épisode 33 Two Tell Men (1965 - Bill Williams) de Vincent McEveety
  - Saison 11, épisode 3 Claydon Thaddeus Greenwood (1965) de Joseph Sargent et épisode 6 Kioga (1965) : un serveur
  - Saison 14, épisode 1 Lyle's Kid (1968) de Bernard McEveety et épisode 9 Railroad (1968) de Marvin J. Chomsky : un serveur
- 1965 : Le Proscrit (Branded)
  - Saison 2, épisode 8 The Richest Man in Boot Hill (le shérif) de Larry Peerce et épisode 15 A Proud Town (Regan) de Larry Peerce
- 1967 : Laredo
  - Saison 2, épisode 19 The Other Check d'Ezra Stone : Sam
- 1967 : Le Virginien (The Virginian)
  - Saison 6, épisode 3 The Lady from Wichita de Don McDougall : le premier joueur
- 1967 : Hondo
  - Saison unique, épisode 5 Hondo et le sauvage (Hondo and the Savage) de Lee H. Katzin : Sand
- 1967-1968 : Les Espions (I Spy)
  - Saison 3, épisode 2 Les Enfants de l'exil (The Beautiful Children, 1967 - Wechsler) d'Earl Bellamy et épisode 15 Le Penseur (Anyplace I Hang Myself Is Home, 1968 - le colonel Shay) de Christian Nyby
- 1970 : Docteur Marcus Welby (Marcus Welby, M.D.)
  - Saison 1, épisode 19 Go Get 'Em, Tiger de Marc Daniels : un cadre
- 1970 : Papa Schultz ou Stalag 13 (Hogan's Heroes)
  - Saison 5, épisode 24 La Veuve joyeuse (The Merry Widow) : le fleuriste
- 1974 : L'Homme qui valait trois milliards (The Six Million Dollar Man)
  - Saison 2, épisode 10 Étranger à Broken Fork (Stranger in Broken Fork) de Christian Nyby : Thurmond